# Цероваць (Якшич)
45°22′ пн. ш. 17°49′ сх. д. / 45.36° пн. ш. 17.81° сх. д.
Цероваць (хорв. Cerovac) — населений пункт у Хорватії, в Пожезько-Славонській жупанії у складі громади Якшич.

## Населення
Населення за даними перепису 2011 року становило 228 осіб.
Динаміка чисельності населення поселення:

## Клімат
Середня річна температура становить 11,06 °C, середня максимальна – 25,49 °C, а середня мінімальна – -6,06 °C. Середня річна кількість опадів – 792 мм.
| Клімат поселення                              | Клімат поселення | Клімат поселення | Клімат поселення | Клімат поселення | Клімат поселення | Клімат поселення | Клімат поселення | Клімат поселення | Клімат поселення | Клімат поселення | Клімат поселення | Клімат поселення | Клімат поселення |
| Показник                                      | Січ.             | Лют.             | Бер.             | Квіт.            | Трав.            | Черв.            | Лип.             | Серп.            | Вер.             | Жовт.            | Лист.            | Груд.            |                  |
| Середній максимум, °C                         | 5,80             | 8,14             | 12,71            | 17,16            | 22,28            | 25,49            | 25,24            | 24,54            | 20,45            | 15,24            | 9,49             | 5,44             |                  |
| Середня температура, °C                       | −0,1             | 2,21             | 6,78             | 11,24            | 16,36            | 19,54            | 21,30            | 20,60            | 16,50            | 11,30            | 5,51             | 1,50             |                  |
| Середній мінімум, °C                          | −6,06            | −3,72            | 0,86             | 5,30             | 10,44            | 13,60            | 17,34            | 16,66            | 12,53            | 7,32             | 1,59             | −2,44            |                  |
| Норма опадів, мм                              | 49               | 49               | 49               | 60               | 75               | 97               | 71               | 69               | 58               | 71               | 80               | 64               |                  |
| Середньомісячна швидкість вітру, м/с          | 1.90             | 2.20             | 2.50             | 2.40             | 2.16             | 2.00             | 1.90             | 1.80             | 1.79             | 1.80             | 1.90             | 1.99             |                  |
| Середньомісячна сонячна радіація, кДж/м²·день | 4276             | 6974             | 10831            | 15312            | 19202            | 21377            | 22181            | 20203            | 14891            | 9184             | 4830             | 3573             |                  |
| --------------------------------------------- | ---------------- | ---------------- | ---------------- | ---------------- | ---------------- | ---------------- | ---------------- | ---------------- | ---------------- | ---------------- | ---------------- | ---------------- | ---------------- |
| Джерело:                                      |                  |                  |                  |                  |                  |                  |                  |                  |                  |                  |                  |                  |                  |